# Präliminarfrieden
Als Präliminarfrieden (lat. präliminar, „vorläufig“, „vorgängig“) oder auch Vorfrieden bezeichnet man einen vorläufigen Frieden, dem noch ein definitiver Friedensschluss folgen muss.
Sie sind Absprachen über Verfahren, die zu einem Frieden führen sollen. Sie enthalten weniger materielle Regelungen, sondern bestimmen die Verfahren, welche die Erlangung eines Friedensvertrages festlegen. In Abgrenzung zu den späteren, auch materielle Bestimmungen enthaltenden Verträgen, wird als völkerrechtliche Unterscheidung für diese frühen Verträge der Begriff Präliminarkonvention gebraucht. Die Vertragspartner verpflichten sich in einem pactum de negotiando, in Zukunft einen Vertrag zu schließen, um den Krieg zu beenden. Der Vorfriede kann, muss aber nicht einhergehen mit einem Waffenstillstand.
In den Präliminarien, den Beratungen und Verhandlungen, werden die Friedenspräliminarien, die vorläufigen Hauptpunkte des künftigen Friedensvertrages, ausgehandelt. Der Begriff wurde erstmals für den Hamburger Präliminarfrieden (1641) verwendet, der explizit als Préliminaires de la Paix bezeichnet wurde. Dort ging es nicht so sehr um Inhalte, sondern um die seit 1637 zwischen Ludwig XIII. und Ferdinand III. umstrittene Kaiser-Titulatur. Der Vertrag traf organisatorische Vorbereitungen für einen späteren Friedenskongress, bestimmte den Beginn der Verhandlungen, legte Münster und Osnabrück als Verhandlungsorte mit neutralem Status fest und regelte Passfragen, Passierwege und Immunität für die Unterhändler. Er sah auch keinen Waffenstillstand vor, der Krieg ging noch sieben Jahre unvermindert weiter bis zu den Friedensverträgen von Münster und Osnabrück.
Weitere historisch bedeutende Präliminarfrieden waren unter anderem der:
- Vorfrieden zwischen den Dreizehn Kolonien von Amerika und Großbritannien (30. November 1782),[3]
- Vorfrieden von Villafranca (11. Juli 1859),
- Vorfrieden von Nikolsburg (26. Juli 1866),
- Vorfrieden von Versailles (26. Februar 1871),
- Vorfrieden von San Stefano (3. März 1878).